# Aeroportul Ohkay Owingeh
Aeroportul Ohkay Owingeh (IATA: ESO, FAA LID: E14) este un aeroport din New Mexico, Statele Unite ale Americii ce deservește zona Española.
Situat la o altitudine de 1.765 m, aeroportul dispune de 1 pistă.

## Infrastructură

### Piste
Aeroportul dispune de o singură pistă. Pista 16/34 are suprafața de asfalt și dimensiunile 5.007 picioare × 75 picioare. 